# Josiah Tattnall
Josiah Tattnall, född 1762 eller 1764 i Georgia, död 6 juni 1803 i Nassau, Brittiska Västindien, var en amerikansk politiker (demokrat-republikan) och militär.
Tattnalls familj förblev lojal mot den brittiska kronan då amerikanska revolutionskriget bröt ut. Tattnall fick gå i privatskolan Eton College i England. Han valde ändå att återvända till Amerika år 1782 och tog värvning i den kontinentala armén för att gå i krig mot britterna. Som kapten i en artillerienhet i Georgias milis var han efter revolutionskriget med om att kväsa ett slavuppror år 1787 och strida mot indianerna 1788 och 1793. Han befordrades till överste och 1801 till brigadgeneral i Georgias milis.
Tattnall efterträdde 1796 George Walton som senator för Georgia. Han efterträddes 1799 av Abraham Baldwin. Tattnall efterträdde sedan 1801 David Emanuel som guvernör. Han efterträddes följande år av John Milledge.
Tattnalls grav finns på Bonaventure Cemetery i Savannah. Tattnall County har fått sitt namn efter Josiah Tattnall.